# The Isle of Lost Ships
The Isle of Lost Ships é um filme mudo estadunidense de 1923, dos gêneros drama e aventura, dirigido por Maurice Tourneur.